# New Amsterdam (série télévisée, 2008)
New Amsterdam est une série télévisée américaine en huit épisodes de 43 minutes créée par Allan Loeb et Christian Taylor et diffusée entre le 4 mars et le 14 avril 2008 sur le réseau FOX et en simultané sur le réseau Global au Canada.
Cette série est inédite dans tous les pays francophones.

## Synopsis
Le personnage principal est John Amsterdam, un brillant inspecteur à la brigade criminelle de New York. Sa particularité ? Il est immortel.
En 1642, Amsterdam qui est alors un soldat hollandais venu coloniser le Nouveau Monde est gravement blessé au combat en voulant épargner la vie d'une Nord-Amérindienne. Infiniment reconnaissante, cette dernière porte secours à son sauveur et lui prodigue, en plus de ses soins, un sortilège conférant l'immortalité. Les termes en sont les suivants : Amsterdam ne vieillira pas tant qu'il n'aura pas trouvé son unique et véritable amour... alors seulement il sera prêt pour une vie de mortel.
C'est donc sous la volonté de cette semi-bénédiction, qu'Amsterdam traverse plus de trois siècles d'existence, apprenant au fil de ses expériences à perdre chacune des personnes à laquelle il aura pu s'attacher. Incarnant désormais l'esprit de la ville de New York, qu'il a vu se construire, le seul être vivant à connaître son secret est un propriétaire de club de jazz nommé Omar. John Amsterdam a eu un nombre de femmes conséquent, 63 enfants et 36 chiens. C'est un ancien alcoolique qui participe régulièrement a des réunions des Alcooliques anonymes, il est sobre depuis 1965. Tout au long de sa vie, il a enseigné l'histoire à la prestigieuse université Columbia, était médecin pendant la guerre de Sécession, menuisier dans les années 1890, peintre un peu avant la Première Guerre mondiale et avocat en 1941.
La série débute lorsque lancé sur une affaire de meurtre avec sa nouvelle coéquipière Eva Marquez, une crise cardiaque foudroyante le frappe un jour lors de la poursuite d’un suspect… d’abord déclaré mort par la séduisante Dr Sara Dillane, présente sur les lieux du drame, Amsterdam finit par se réveiller et comprend que son âme sœur vient enfin de croiser sa route…

## Distribution
- Nikolaj Coster-Waldau : John Amsterdam, inspecteur de la brigade criminelle de New York (numéro 9298) qui ne redeviendra mortel que lorsqu'il aura trouvé son véritable amour. En tant qu'immortel, son groupe sanguin est RZRZ. Il est né Johann van der Zee le 1er juin 1607 à Amsterdam, aux Pays-Bas. Amsterdam n'est que le dernier des noms que John a utilisé, il en change toutes les décennies.
- Zuleikha Robinson : Eva Marquez est la nouvelle équipière d'Amsterdam. Son père et son frère sont aussi officiers de police. Sa mère enseigne l'histoire au Queens College.
- Stephen Henderson : Omar York, propriétaire du club de jazz Omar's: Bar-Grill qui s'avère être un des fils de John. Il a 65 ans.
- Alexie Gilmore : Dr Sara Millay Dillane, médecin aux urgences de l'hôpital St. Francis qui déclare la mort d'Amsterdam à la suite d'une crise cardiaque. John est certain qu'il s'agit de son âme sœur.

## Production
Lors des Upfronts en mai 2007, Fox avait placé la série dans la case du mardi à 20 h à l'automne, puis au début août, Fox pousse la série pour la mi-saison. À la mi-octobre, la commande est réduite de treize à huit épisodes. Après le déclenchement de la grève de la Writers Guild of America de 2007 en novembre, Fox annonce le début de la série pour le vendredi, 22 février 2008, pour finalement, en janvier, de le repousser au 4 mars.

## Épisodes
1. Hello
2. Golden Boy
3. Soldier's Heart
4. Honor
5. Keep the Change
6. Legacy
7. Reclassified
8. Love Hurts

## Commentaire
Le titre se traduisant par Nouvelle-Amsterdam est le nom hollandais de New York quand elle était une colonie néerlandaise.